# Hugo Winckler
Hugo Winckler (Gräfenhainichen, Porosz Királyság, 1863. július 4. – Berlin, 1913. április 19.) német antropológus és régész. Ő tárta fel a törökországi Boğazkale mellett Hattuszaszt, a hettiták fővárosát.